# Världsmästerskapen i bordtennis 2003
Världsmästerskapen i bordtennis 2003 spelades i Palais Omnisports de Paris-Bercy i Paris under perioden 19-25 maj 2003. Det var 47:e gången tävlingarna avgifter. Liebherr Group var så kallad titelsponsor.
Lagtävlingarna flyttades återigen tills eparat plats och ort.

## Medaljsummering

### Medaljligan
| Pl.   | Nation    | Guld | Silver | Brons | Totalt |
| ----- | --------- | ---- | ------ | ----- | ------ |
| 1     | Kina      | 4    | 4      | 6     | 14     |
| 2     | Österrike | 1    | 0      | 0     | 1      |
| 3     | Sydkorea  | 0    | 1      | 2     | 3      |
| 4     | Kroatien  | 0    | 0      | 1     | 1      |
| 4     | Grekland  | 0    | 0      | 1     | 1      |
| Total | Total     | 5    | 5      | 10    | 20     |

### Discipliner
| Disciplin               | Guld                  | Silver                | Brons                    |
| Herrsingel Detaljer...  | Werner Schlager       | Joo Se-Hyuk           | Kong Linghui             |
| Herrsingel Detaljer...  | Werner Schlager       | Joo Se-Hyuk           | Kalinikos Kreanga        |
| Damsingel Detaljer...   | Wang Nan              | Zhang Yining          | Tamara Boroš             |
| Damsingel Detaljer...   | Wang Nan              | Zhang Yining          | Li Ju                    |
| Herrdubbel Detaljer...  | Wang Liqin Yan Sen    | Wang Hao Kong Linghui | Ma Lin Qin Zhijian       |
| Herrdubbel Detaljer...  | Wang Liqin Yan Sen    | Wang Hao Kong Linghui | Oh Sang-Eun Kim Taek-Soo |
| Damdubbel Detaljer...   | Wang Nan Zhang Yining | Guo Yue Niu Jianfeng  | Suk Eun-Mi Lee Eun-Sil   |
| Damdubbel Detaljer...   | Wang Nan Zhang Yining | Guo Yue Niu Jianfeng  | Li Jia Li Ju             |
| Mixeddubbel Detaljer... | Ma Lin Wang Nan       | Liu Guozheng Bai Yang | Wang Hao Li Nan          |
| Mixeddubbel Detaljer... | Ma Lin Wang Nan       | Liu Guozheng Bai Yang | Qin Zhijian Niu Jianfeng |

## Finaler

### Herrsingel
Werner Schlager slår  Joo Se-Hyuk, 4-2: 11-9, 11-6, 6-11, 12-10, 8-11, 12-10

### Damsingel
Wang Nan slår  Zhang Yining, 4-3: 11-7, 11-8, 11-4, 5-11, 6-11, 8-11, 11-5

### Herrdubbel
Wang Liqin / Yan Sen slår  Wang Hao / Kong Linghui, 4-2: 11-9, 11-8, 7-11, 11-6, 8-11, 11-5

### Damdubbel
Wang Nan / Zhang Yining slår  Guo Yue / Niu Jianfeng, 4-1: 11-7, 11-7, 7-11, 11-2, 14-12

### Mixeddubbel
Ma Lin / Wang Nan slår  Liu Guozheng / Bai Yang, 4-3: 9-11, 12-10, 0-11, 11-7, 11-9, 5-11, 11-8

### Fotnoter
1. ↑  Christian Veronese (13 januari 2003). ”Everybody Together to Paris !”. ittf.com. Arkiverad från originalet den 16 oktober 2012. https://web.archive.org/web/20121016191100/http://www.ittf.com/_front_page/ittf_full_story1.asp?ID=2980&Competition_ID=856&. Läst 15 maj 2011.
2. ↑  Christian Veronese (15 januari 2003). ”LIEBHERR Title Sponsor”. ittf.com. Arkiverad från originalet den 16 oktober 2012. https://web.archive.org/web/20121016191203/http://www.ittf.com/_front_page/ittf_full_story1.asp?ID=2985&Competition_ID=856&. Läst 15 maj 2011.